# Ton Kham
Ton Kham (auch Upayuvaraja II., voller Thronname Somdet Brhat Chao Dharmakama Raja Sei Sadhana Kanayudha; † 1637) war zwischen 1633 und 1637 König des laotischen Königreiches Lan Xang.

## Leben
Ton Kham war der älteste Sohn von König Mom Kaeo (reg. 1627 bis 1633) und wurde im Palast ausgebildet. Sein Vater ernannte ihn zum Thronerben und gab ihm 1627 den Titel eines Uapayuvarajas, also eines Vizekönigs. 1633 folgte er nach dessen Tod seinem Vater auf den Thron.
Ton Kham starb 1637 und hinterließ drei Söhne:
- Prinz (Chaofa) Somaputra (Somphu), flüchtete nach Huế in Annam, nachdem sein jüngerer Bruder Sulinyavongsa 1638 zum König ausgerufen wurde, und starb dort 1688; er hinterließ zwei Söhne:
  - Prinz (Sadet Jaya Anga) Hue (Sai Ong Hue), der als Sai Setthathirath II. König von Lan Xang wurde, das Königreich beendete und das Königreich Vientiane errichtete
  - Prinz (Sadet Chao Jaya Anga) Long (Ong Lo), wurde Vizekönig von Luang Phrabang, nach seiner Niederlage gegen Prinz Kingkitsarat 1705 floh er nach Vientiane
- Prinz (Chaofa) Bunsaya (Bunsu), ging nach dem Thronantritt seines jüngeren Bruders in das den Tempel Wat Phu Ho Phu, wo er auch starb
- Prinz (Chaofa) Suriyalinga Kumara (Sulinga Khuman), folgte seinem Vater 1638 als Sulinyavongsa auf den Thron von Lan Xang

Auf Ton Kham folgte sein jüngerer Bruder Viksai (reg. 1637 bis 1638).